# Escuridão

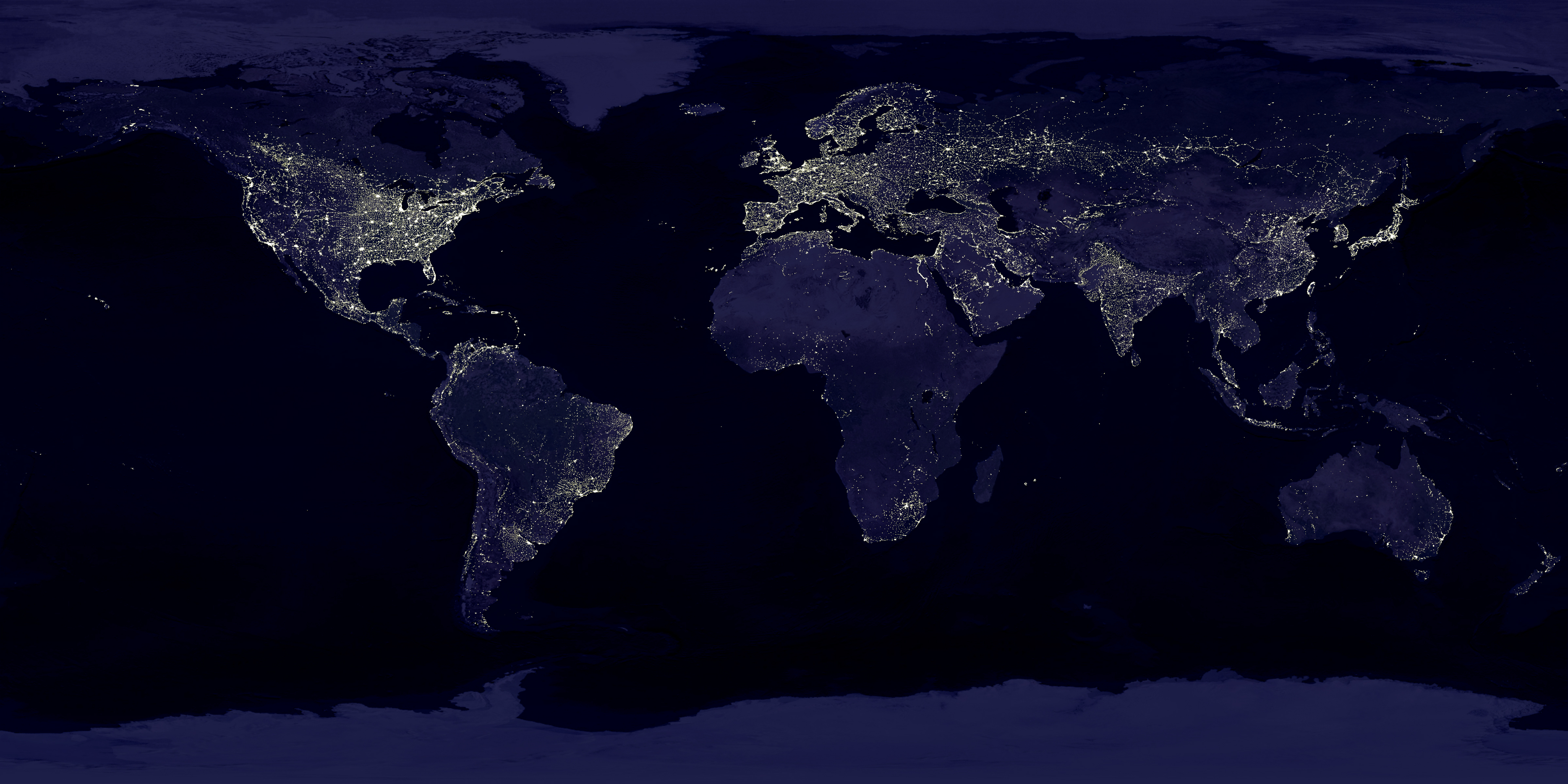
Luzes e escuridão da terra (montagem)

Escuridão é a ausência de luz. A percepção da escuridão difere da mera ausência de luz devido aos efeitos das imagens residuais na percepção. Ao perceber, o olho está ativo e a parte não estimulada da retina produz uma imagem residual complementar.

## Etimologia
O termo deriva de escuro, que se originou no latim obscurum. No inglês antigo, havia três palavras que podiam significar escuridão: heolstor, genip e sceadu. Heolstor também significava "esconderijo" e tornou-se coldre. Genip significava "névoa" e caiu em desuso como muitos verbos fortes. Porém, ainda é usado no ditado neerlandês in het geniep, que significa secretamente. Sceadu significava "sombra" e permaneceu em uso. A palavra dark eventualmente evoluiu do inglês médio derk no século XIII, e por sua vez do inglês antigo deorc.

## Escuridão como metáfora
Os sentimentos do homem na ausência de luz têm sido fonte de metáforas na literatura e de simbolismo na arte. Neste campo, com o uso do claro-escuro, a escuridão enfatiza ou contrasta a luz.
Em algumas culturas, a escuridão está associada ao mal ou ao pecado. É possível encontrar o significado negativo das trevas na Divina Comédia de Dante: nos primeiros versos, de fato, o poeta toscano encontra uma floresta escura.
O significado alegórico desta condição pode, no entanto, conter uma implicação positiva, no sentido de que é necessário primeiro passar pela noite escura da alma, na qual o Eu individual é forçado a enfrentar a sua própria Sombra interior, para poder então encontrar a luz novamente. Na alquimia, por exemplo, a escuridão é a fase inicial da grande obra, a da putrefação ou dissolução chamada nigredo, representada por símbolos como um corvo ou um sol negro, pela qual é necessário passar para criar a pedra filosofal.
Na psicologia, a escuridão também é uma metáfora para o inconsciente, e está associada astrologicamente à Lua.